# Alfonso Ugarte de Chiclín Trujillo
Club Alfonso Ugarte de Chiclín – peruwiański klub piłkarski z siedzibą w mieście Trujillo, stolicy regionu La Libertad.

## Historia
Klub założony został 1 sierpnia 1917 roku i gra obecnie w lidze regionalnej. Obecny stadion klubu Estadio Mansiche oddano do użytku 12 października 1946 roku. W roku 1967 po wygraniu Copa Perú Alfonso Ugarte de Chiclín zadebiutował w pierwszej lidze (Primera división peruana), w której zajął jednak ostatnie miejsce i spadł z powrotem do rozgrywek regionalnych.

## Osiągnięcia
- Copa Perú: 1967
- Campeonato Departamental de La Libertad: 1967